# Лер, Хорст
Хорст Лер (нем. Horst Lehr, род. 6 декабря 1999, Людвигсхафен-ам-Райн, Рейнланд-Пфальц) — немецкий борец вольного стиля, призёр чемпионатов мира и Европы.

## Биография
Родился в 1999 году. С 2015 года принимает участие в международных соревнованиях по борьбе. На юниорском чемпионате Европы в 2017 году стал третьим. 
На дебютном для себя чемпионате мира в 2019 году, который проходил в Казахстане, в весовой категории до 57 кг занял итоговое 18-е место. 
В феврале 2020 года на чемпионате Европы в Риме, немецкий спортсмен в категории до 57 кг завоевал бронзовую медаль. Это был его первый столь крупный спортивный успех на больших международных соревнованиях.  
В 2021 году на чемпионате мира, который проходил в октябре в норвежской столице, стал бронзовым призёром в весовой категории до 57 кг. В полуфинале уступил американскому борцу Томасу Гилману, но в схватке за бронзу одолел россиянина Абубакара Муталиева.
В Загребе, на чемпионате Европы 2023 года в утешительном финале победил итальянца Симона Пирроду и завоевал бронзовую медаль. 